# Wireless Distribution System
Pour les articles homonymes, voir WDS.
Ne doit pas être confondu avec Wi-Fi Protected Setup (abrégé en WPS)
Wireless Distribution System (abrégé en WDS) désigne un système permettant l'interconnexion de plusieurs points d'accès sans fil. Il désigne également l'interconnexion sans fil entre les points d'accès Wi-Fi.
Ce système est décrit par les normes IEEE 802.11. Dans cette configuration, on distingue trois types d'équipements :
- Le point d'accès principal ou maître : c'est un point d'accès qui effectue le pont entre le réseau sans fil et le réseau câblé (Ethernet ou Internet).
- Les points d'accès secondaires : ce sont les équipements qui retransmettent les données des stations ou des points d'accès relais vers le point d'accès maître.
- Les points d'accès relais : ils jouent le rôle de simple répéteur en transmettant les données des stations vers les points d'accès secondaires.

Tous les points d'accès d'un tel réseau doivent être configurés pour utiliser le même canal de communication, la même méthode de chiffrement (aucune, WEP, WPA, WPA2) et les mêmes clés de chiffrement. Toutefois, les SSID peuvent être différents.
On nomme parfois les points d'accès WDS répéteurs du fait de leur double rôle. Ils sont en effet à la fois des ponts mais peuvent aussi accepter des connexions de clients.

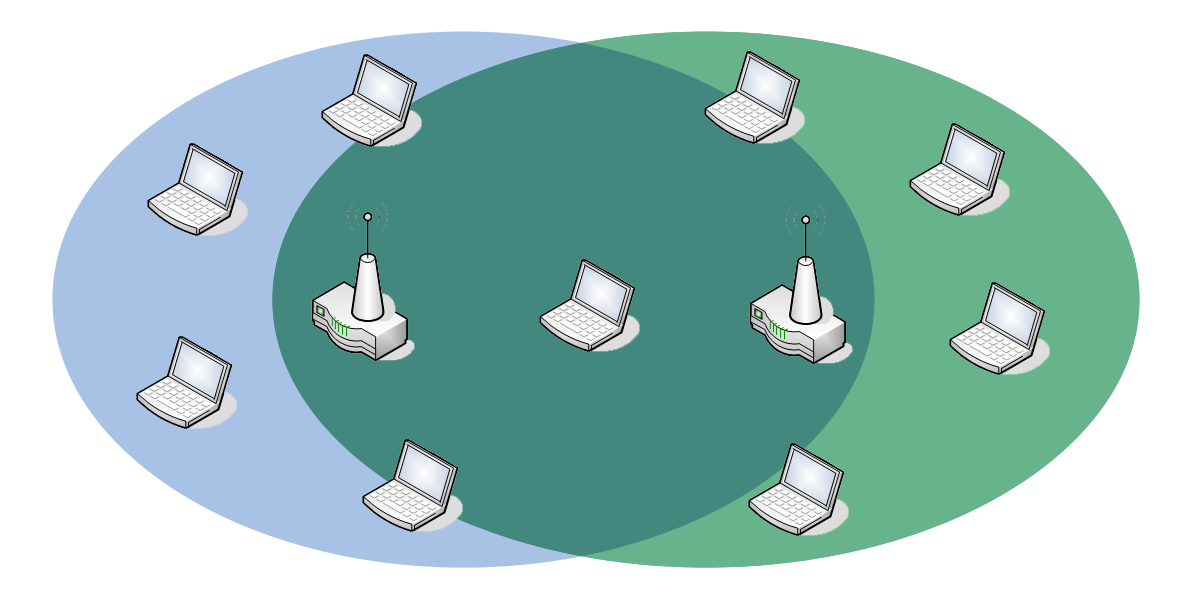
Schéma du WDS